# På slaget åtte
På slaget åtte är en norsk svartvit kriminalfilm från 1957 i regi av Nils R. Müller. I rollerna ses bland andra Pål Skjønberg, Bab Christensen och Bernt Erik Larssen.

## Handling
Advokat Bagle är i Oslos domstol för att försvara en bedragare.

## Rollista
- Pål Skjønberg – Olav Jansen
- Bab Christensen – Vera Jansen
- Bernt Erik Larssen – Einar Bagle
- Sidsel Sellæg – Liv Holm
- Erling Lindahl – Haugen
- Rolf Søder – bedragare
- Henrik Anker Steen – Mjåland, polis
- Berit Søder – den bedragna
- Frithjof Fearnley – domaren
- Harald Aimarsen
- Helge Essmar
- Turid Haaland
- Per Theodor Haugen
- Thor Hjorth-Jenssen
- Lillemor Hoel
- Willy Kramer Johansen
- Stevelin Urdahl
- Andreas Bjarke – Bagles kollega
- Siri Rom – kvinna med hund
- Tor Stokke – Bagles kollega

## Om filmen
På slaget åtte producerades av bolaget NRM-Film AS med Nils R. Müller som produktionsledare och regissör. Manus skrevs av Sigbjørn Hølmebakk och fotograf var Per Gunnar Jonson. Filmen klipptes samman av Olav Engebretsen. Musiken komponerades av Bjørn Woll. Filmen hade premiär den 21 november 1957 i Norge.